# Vampe di gelosia
Vampe di gelosia è un cortometraggio muto italiano del 1912 diretto da Roberto Danesi.